# Kąty Stare
Kąty Stare – wieś w Polsce, położona w województwie świętokrzyskim, w powiecie buskim, w gminie Stopnica. Tworzy sołectwo wraz z miejscowością Folwarki.
| SIMC    | Nazwa       | Rodzaj    |
| ------- | ----------- | --------- |
| 0272780 | Podklasztor | część wsi |

W latach 1975–1998 miejscowość administracyjnie należała do województwa kieleckiego.